# باشگاه فوتبال لوبک
باشگاه فوتبال لوبک (انگلیسی: VfB Lübeck) یک باشگاه فوتبال آلمانی مستقر در لوبک است که در حال حاضر در لیگا ۳، سومین سطح لیگ فوتبال در این کشور به فعالیت می‌پردازد. 
این باشگاه پیش از این در دو مقطع مابین سال‌های ۱۹۹۵ تا ۱۹۹۷ و ۲۰۰۲ تا ۲۰۰۴ در بوندس‌لیگا ۲ حضور داشته‌است.